# Нічийна земля

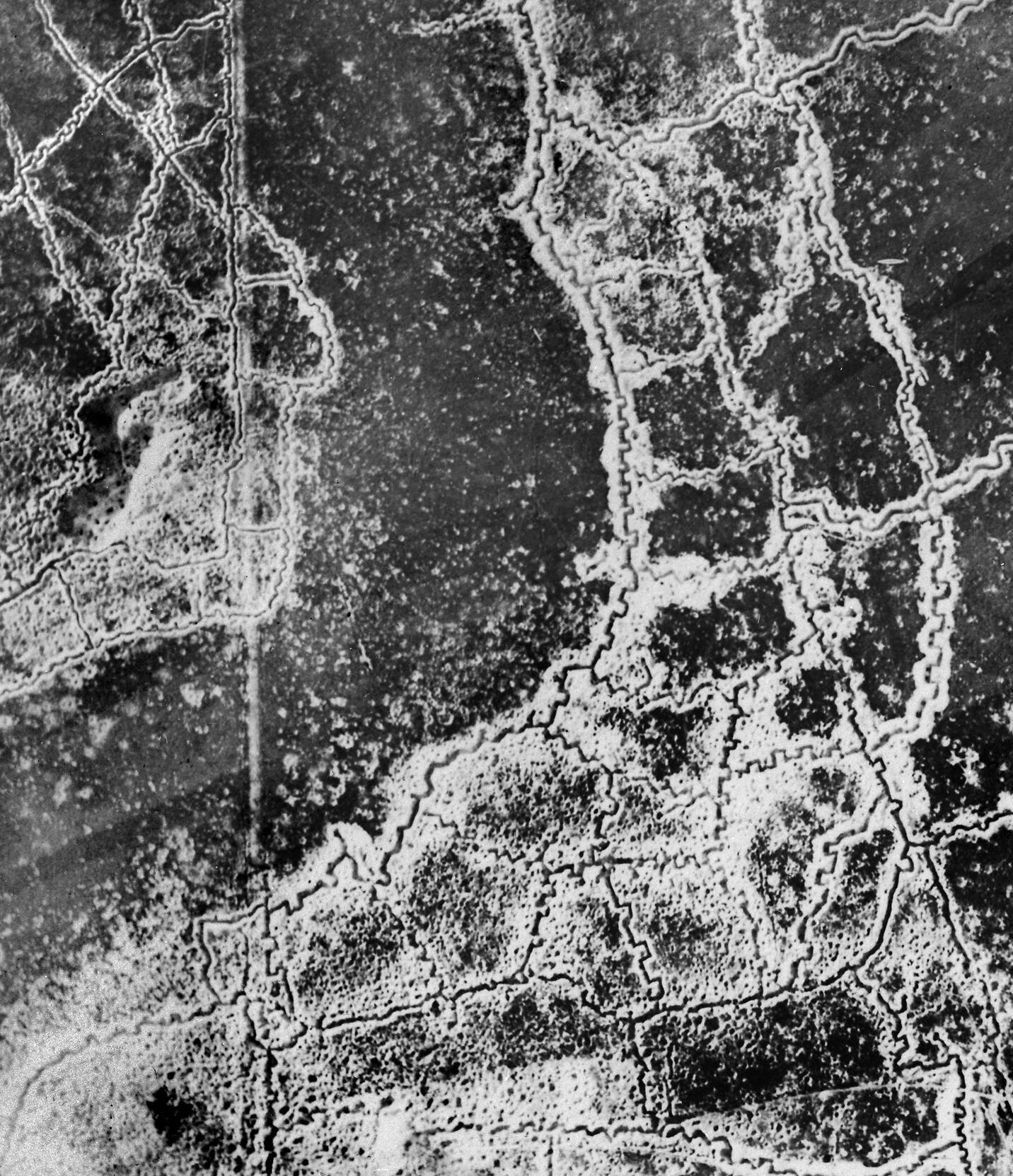
Аерофотозйомка, що фіксує британські (зліва зверху) та німецькі (справа і знизу) системи траншей, і нічийну землю між ними в районі м. Лоос та м. Юллюш (Артуа) під час Першої світової війни. Вертикальна лінія — довоєнна дорога. Липень 1917.

Нічийна земля — територія, що є незайнятою жодною зі сторін протистояння через потенційну небезпеку. В наші дні термін зазвичай асоціюється з Першою світовою війною для позначення простору між системами траншей ворогуючих сторін. Цей простір не наважується подолати жодна зі сторін через острах бути атакованою ворогом.